# Georgina de Albuquerque
Georgina de Albuquerque, née le 4 février 1885 à Taubaté dans l'État de São Paulo morte le 29 août 1962 à Rio de Janeiro, est une peintre brésilienne.
Considérée comme l'une des premières Brésiliennes à s'imposer sur la scène internationale en tant qu'artiste, Georgina a également été une pionnière de la peinture d'histoire nationale. Ce genre artistique est resté réservé à l'univers masculin jusqu'en 1922, lorsque l'artiste a exposé l'œuvre Session du Conseil d'État. La composition esthétique du tableau rompt avec les paradigmes académiques dominants en plaçant une femme comme protagoniste d'un moment historique brésilien.
Outre la peinture d'histoire, l'œuvre de Georgina comprend également des natures mortes, des nus artistiques, des portraits, des scènes de genre, ainsi que des paysages urbains, ruraux et marins
Georgina a également été la première femme à occuper la direction de l'École nationale des beaux-arts de Rio de Janeiro, où elle a étudié et enseigné.

## Biographie

### Jeunesse et formation
Georgina Moura Andrade de Albuquerque naît le 4 février 1885 à Taubaté, dans l'État de São Paulo, au Brésil.
Elle commence à étudier la peinture à l'âge de 15 ans, en 1900, dans sa ville natale. Sous la tutelle du peintre italien Rosalbino Santoro (pt), qui vit dans sa maison, elle apprend les principes de base de la peinture, tels que l'application des lois de la perspective et les techniques de mélange des peintures. En tant qu'élève de Santoro, Georgina expose pour la première fois en 1903 à la Xe Exposition générale des beaux-arts,.
En 1904, à l'âge de 19 ans, Georgina s'installe dans la ville de Rio de Janeiro. Dans la capitale fluminense, elle entre à l'École nationale des Beaux-Arts (pt), où elle est l'élève du peintre Henrique Bernardelli. Frère du sculpteur Rodolfo Bernardelli et du peintre Félix Bernardelli, Henrique enseigne à l'école jusqu'en 1906, date à laquelle il est remplacé par Eliseu Visconti. Un an après avoir rejoint l'École nationale des Beaux-Arts, Georgina participe à la XIIe Exposition générale, mais sans déclarer son appartenance à l'institution, soulignant seulement le nom de son maître, Bernardelli.

### Voyage en France
En mars 1906, Georgina épouse le peintre Lucílio de Albuquerque, qu'elle avait rencontré à l'École nationale des Beaux-Arts. Ayant gagné un prix en 1905 qui lui garantit un voyage à l'étranger, Lucílio part avec son épouse en France l'année suivante pour étudier. Georgina compléte sa formation artistique à Paris en fréquentant l'École Nationale Supérieure des Beaux-Arts ainsi que les cours libres de l'Académie Julian. Elle devient la première femme brésilienne à réussir les évaluations d'entrée rigides de l'École nationale des Beaux-Arts française.
Bien qu'elle ait suivi les cours gratuits dans les ateliers de l'Académie Julian, aucun document n'a été conservé pour confirmer le séjour de Georgina à l'académie. Il en a été de même pour la sculptrice brésilienne Julieta de França, partie après avoir elle aussi remporté le prix du voyage de l'École nationale des Beaux-Arts en 1900. Ceci est dû au fait que les archives relatives aux ateliers des femmes n'ont pas été conservées.
Une fois installés à Paris, Georgina entre en contact avec des artistes tels que Paul Gervais et Adolphe Déchenaud, qui enseignent à l'École nationale supérieure des Beaux-Arts. À l'Académie Julian, la peintre de São Paulo rencontre l'artiste Henri Royer, dont elle est l'élève. Avec le dessin comme clé de la formation, l'Académie Julian exige « de la dextérité, du travail et de la patience de ses élèves », comme le souligne Ana Paula Cavalcanti Simioni.

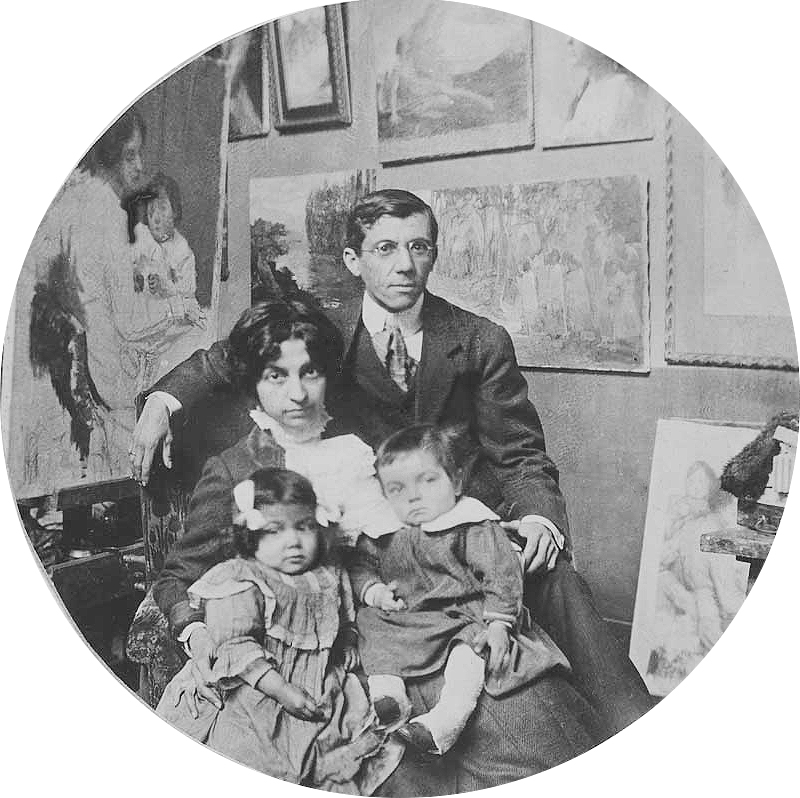
Lucílio et Georgina de Albuquerque accompagnés de leurs deux enfants (n. d.).

La valorisation de la technique picturale du dessin dans sa formation aurait plus tard influencé Georgina à rédiger la thèse académique O Desenho Como Base no Ensino das Artes Plásticas (« Le dessin comme base dans l'enseignement des arts plastiques », 1942). L'auteur y défend l'idée que différents styles et différentes époques de civilisations peuvent être caractérisés par le dessin.
Pendant son séjour en Europe, la Brésilienne est fortement influencée par les techniques picturales impressionnistes, dans lesquelles les artistes cherchent à représenter les formes telles qu'elles apparaissent sous la déformation de la lumière.
En tout, elle et son mari restent en France pour leur voyage d'apprentissage pendant cinq ans, jusqu'en 1911. Selon le peintre et critique d'art Quirino Campofiorito (pt), bien que Georgina ait obtenu la quatrième place dans le processus de sélection pour entrer à l'École nationale supérieure des Beaux-Arts, elle n'a pas fait preuve d'une « productivité égale » à celle de Lucilius pendant leur séjour à Paris. Pour lui, cela peut être associé à la naissance des enfants du couple, les charges domestiques étant alors considérées comme inhérentes la figure maternelle.

### Maturité artistique

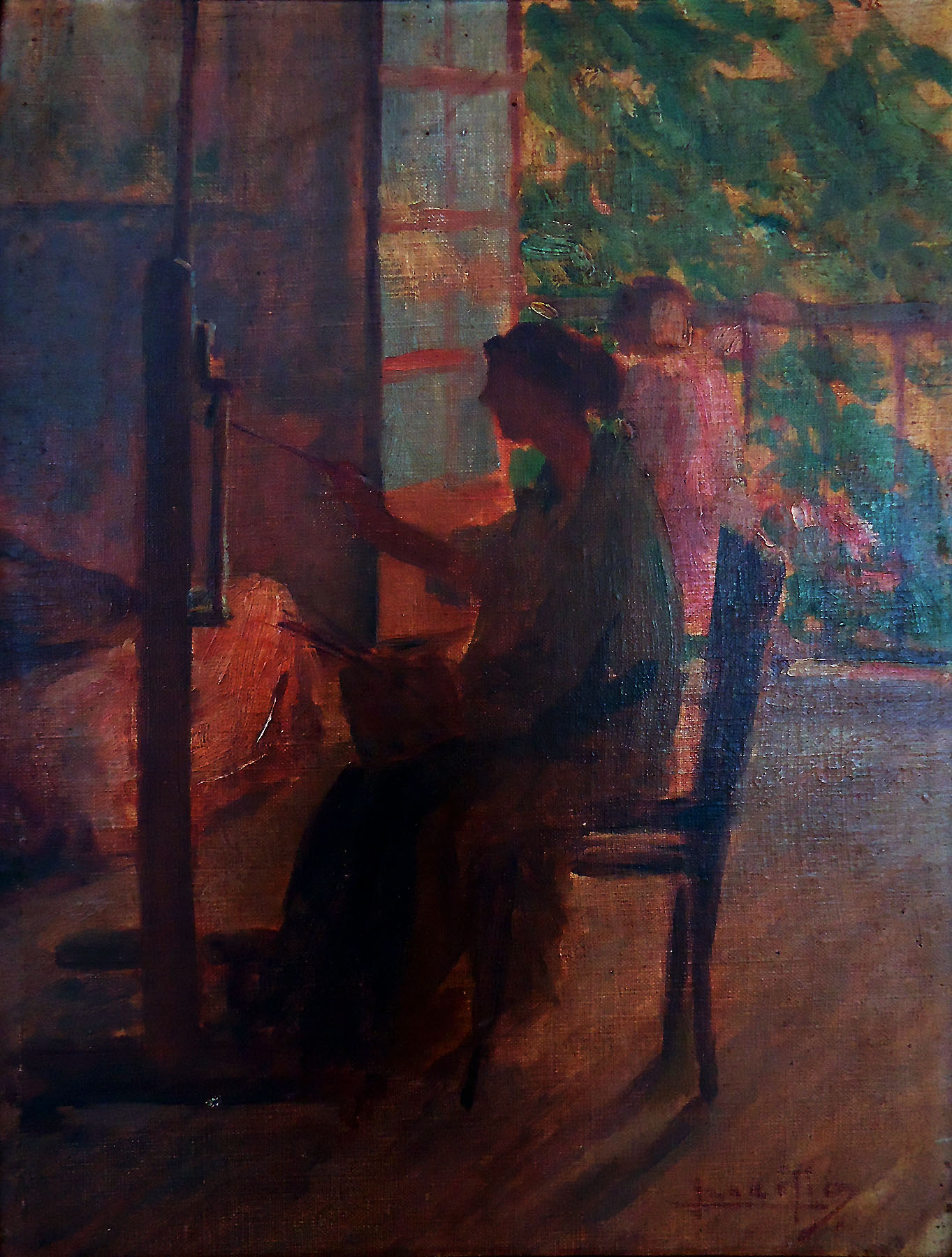
Georgina de Albuquerque représentée en train de peindre entre 1910 et 1920 par son époux Lucílio de Albuquerque.

En 1920, au Brésil, Georgina de Albuquerque devient la première femme à participer à un jury de peinture, grâce à la médaille d'or qu'elle a reçue un an plus tôt à l'exposition générale des beaux-arts de 1919. La participation à un jury de peinture aide la peintre à consolider une base institutionnelle, ainsi qu'une position fructueuse au sein de l'Académie.
L'année 1922 est l'une des plus emblématiques pour la maturation du style artistique de Georgina de Albuquerque. Jusqu'alors, la peinture historique brésilienne se limitait à l'univers masculin. Cependant, avec l'œuvre Session du Conseil d'État (huile sur toile, 210 × 265 cm), Georgina rompt avec ce paradigme, devenant le premier peintre historique brésilien répertorié. Dans ce tableau, l'artiste présente une vision jusqu'ici inexplorée des représentations de l'indépendance du Brésil. Contrairement à l'image d'un processus d'indépendance héroïque (comme c'est le cas dans L'Indépendance ou la Mort (1888), de Pedro Américo), Georgina cherche à aborder l'épisode sous l'angle d'un événement diplomatique, qui se déroule dans un bureau, et avec une femme comme figure centrale : l'impératrice Marie-Léopoldine d'Autriche.

### Carrière dans l'éducation et dernières années
En 1927, Georgina de Albuquerque rejoint le corps enseignant de l'Institut d'Arts de l'université fédérale de Rio de Janeiro en tant que professeur libre de dessin. Elle occupe ensuite le poste de professeur titulaire intérimaire d'arts décoratifs et devient, en 1952, la première femme à siéger au conseil d'administration de l'institution,,.
En 1940, elle fonde le musée Lucílio de Albuquerque dans son domicile carioca de Laranjeiras. Elle crée par la suite un cours innovant en dessin et peinture à destination des enfants.
Georgina de Albuquerque meurt le 29 août 1962 à Rio de Janeiro, à l'âge de 77 ans.

## Œuvre

### Influence impressionniste
Les peintures de Georgina de Albuquerque apportent, comme paramètre, les techniques picturales de l'impressionnisme et de ses dérivés, ce qui se manifeste dans le choix des palettes de couleurs, qui sont explorées à travers les incidences lumineuses et la vibration chromatique du tableau. Les œuvres de la peintre de São Paulo installée dans la capitale de Rio de Janeiro sont également reconnues pour leur traitement de la couleur et leur maîtrise du dessin de la figure humaine. Il y a aussi, dans les œuvres de Georgina, la prévalence des couleurs claires, résultant des recherches de l'artiste sur les effets du soleil sur les corps humains, comme le souligne Angyone Costa.
En 1911, Georgina rentre au Brésil accompagnée de son mari Lucílio et de leurs enfants. Influencée par l'esthétique impressionniste, l'artiste commence à reproduire dans ses œuvres les enseignements reçus au cours des cinq années passées en France. Selon Arthur Gomes Valle, l'influence de la technique picturale impressionniste peut être associée au contact d'Albuquerque avec les œuvres d'artistes tels que Paul Gervais, dont elle était l'élève à l'École nationale supérieure des beaux-arts.
Pour Valle, une œuvre d'Albuquerque qui représente l'influence esthétique de l'impressionnisme est le tableau Flor de Manacá (huile sur toile, 150 × 130 cm). La peintre y utilise un traitement formel basé sur la « facture libre » et « l'exacerbation de la vibration chromatique du tableau ». Toujours selon Valle, il est possible d'établir une parenté entre le procédé formel que Gervais a employé dans ses tableaux et celui d'Albuquerque. Comme il l'explique, la similitude est évidente dans les coups de pinceau libres et le caractère « anecdotique » des formes représentées.
L'étiquette de peintre impressionniste, communément donnée à Georgina de Albuquerque, est cependant controversée et remise en question par des critiques d'art tels que José Roberto Teixeira Leite et Quirino Campofiorito. Pour ce dernier, l'impressionnisme européen a été reproduit dans l'art brésilien de manière « diluée », « sans toute son authenticité », dans un contexte où « certains préjugés de technique et de forme s'y ajoutent »,. Par conséquent, selon Campofiorito, les productions artistiques d'Albuquerque des années 1910 ne peuvent être classées comme des développements de la peinture impressionniste européenne. Cette position est réaffirmée par Teixeira Leite, qui affirme qu'elle n'aurait qu'une compréhension « simple » de ce que serait la technique picturale impressionniste.
Face à la difficulté de classer Georgina de Albuquerque parmi les mouvements artistiques de l'époque, les universitaires et les critiques d'art ont tendance à la classer comme « peintre éclectique ». Selon Arthur Gomes Valle, cette classification est toutefois réductrice, car la notion d'éclectisme dans la peinture de la période créative de l'artiste est vague et fluide.

### La peinture d'histoireSession du Conseil d'État(1922)
Sessão do Conselho de Estado (« Session du Conseil d'État ») est un tableau historique réalisé en 1922. Il représente la séance du 2 septembre 1822 du Conseil d'État du Brésil, qui a précédé la déclaration de l'indépendance du Brésil.

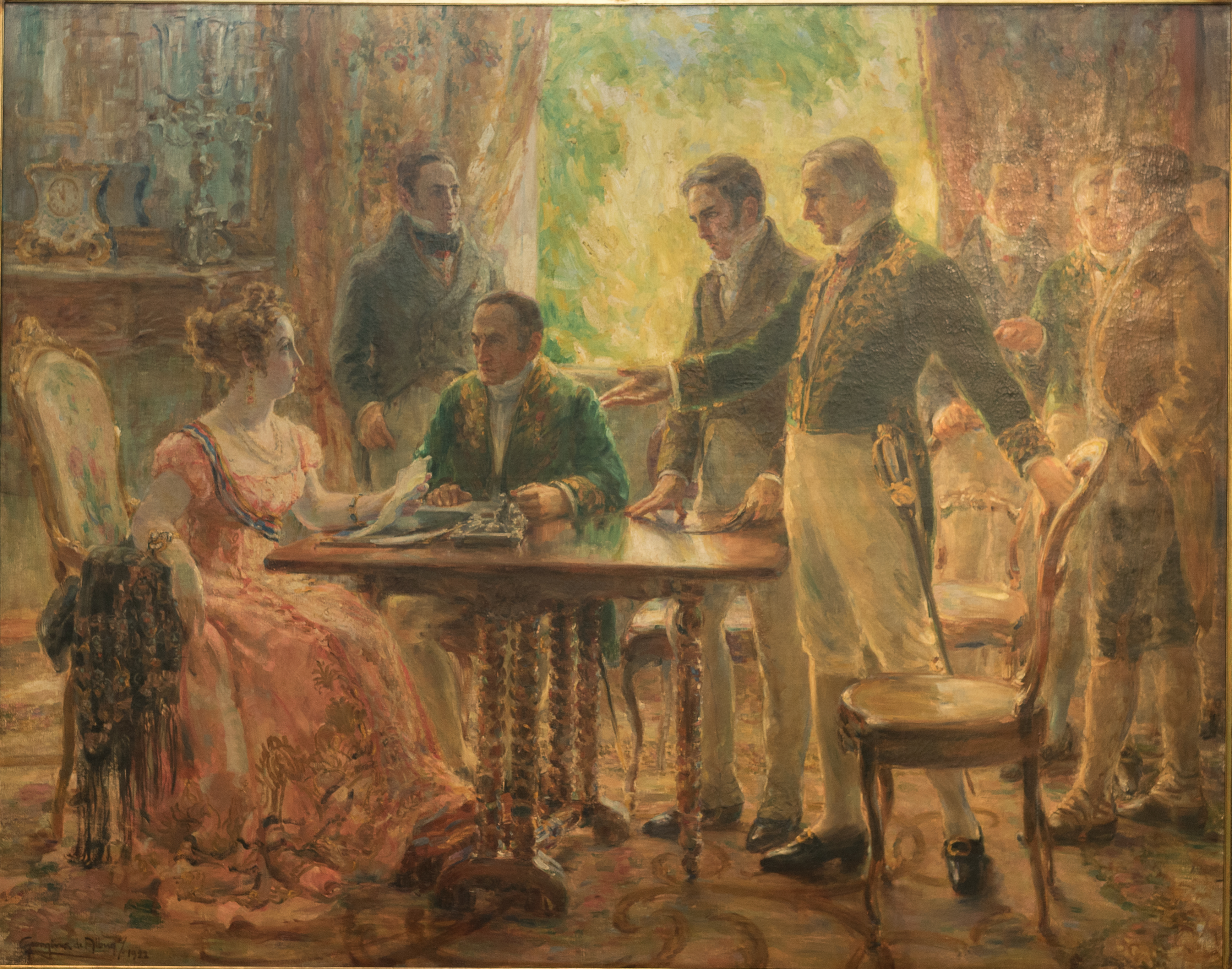
Le tableau Session du Conseil d'État (1922).

L'œuvre est importante pour au moins deux raisons. C'est une toile académique réalisée par une femme, au Brésil, à l'époque où ce type de tableau était fait principalement par des hommes. La composition esthétique du tableau rompt avec les paradigmes académiques dominants en plaçant une femme comme protagoniste d'un moment historique brésilien,. Elle présente également une perspective de genre sur l'Indépendance du Brésil, dans la mesure où elle met en évidence la participation de la princesse Marie-Léopoldine d'Autriche dans le processus politique de la rupture coloniale de 1822.
Pour cette œuvre, Albuquerque reçoit le prix de l'Exposition d'art contemporain et d'art rétrospective à l'occasion du Centenaire de l'indépendance. L'objectif de ce concours était de sélectionner les toiles qui représentaient le mieux les événements historiques de l'indépendance du Brésil. L'œuvre lauréate est ainsi achetée par le gouvernement brésilien, afin d'être intégrée à la collection de l'École nationale des Beaux-Arts. La toile est par la suite donnée au musée historique national du Brésil, à Rio de Janeiro,,,,.

### Autres œuvres notables
Outre la peinture d'histoire, l'œuvre de Georgina comprend également des natures mortes, des nus artistiques, des portraits, des scènes de genre, ainsi que des paysages urbains, ruraux et marins.
- Autorretrato, 1904 (Musée national des Beaux-Arts du Brésil)
- Lady, 1906 (Pinacothèque de l'État de São Paulo)[réf. souhaitée]
- No cafezal, 1926 (Pinacothèque de l'État de São Paulo)
- Roceiras, 1930 (Musée national des Beaux-Arts du Brésil)
- Laurence Palmire Martignet Parreiras - Viúva De Antonio Parreiras, 1950 (Museu Antônio Parreiras (pt))
- Lição de Piano[réf. souhaitée]
- Moças Na Varanda[réf. souhaitée]
- Nu Feminino[réf. souhaitée]

### Prix décernés pour son travail
À partir de 1903, Georgina de Albuquerque a participé à plusieurs reprises à l'Exposition générale des beaux-arts (Exposições Gerais de Belas Artes), et a, à cet égard, reçu d’importants prix. La première reconnaissance obtenue de cette institution a été la mention d’honneur en 1909 au moment de la 16e édition. Les médailles reçues sont énumérées ci-dessous :
- 1912 — 19e Exposition générale des beaux-arts  : petite médaille d’argent pour son tableau Portrait de Azevedo Coutinho
- 1916 — 23e Exposition générale des beaux-arts : grande médaille d’argent pour la peinture L’Arbre de Noël
- 1919 — 26e Exposition générale des beaux-arts  : petite médaille d’or pour son œuvre Famille [40]

À São Paulo, son travail a été récompensé quatre fois : en 1941, au 13e Salon Pauliste des beaux-arts (Salão Paulista de Belas Artes (en)), avec la médaille d’argent et le 1er Prix Fernando Costa ; et en 1949, lors du 15e Salon Pauliste des beaux-arts (Salão Paulista de Belas Artes), avec la médaille d’or et le Prix du Gouverneur de l’État.
Georgina de Albuquerque a aussi gagné des prix pour avoir participé à des expositions internationales lors de deux événements qui ont eu lieu en 1925 : l’Exposition panaméricaine de San Francisco tout d’abord, puis les Femmes Peintres et Sculptrices à New York. Par ailleurs, en 1937, le Salon des beaux-arts de Buenos Aires lui a octroyé le 1er prix de Section du Brésil.